# Cicne (fill d'Apol·lo)

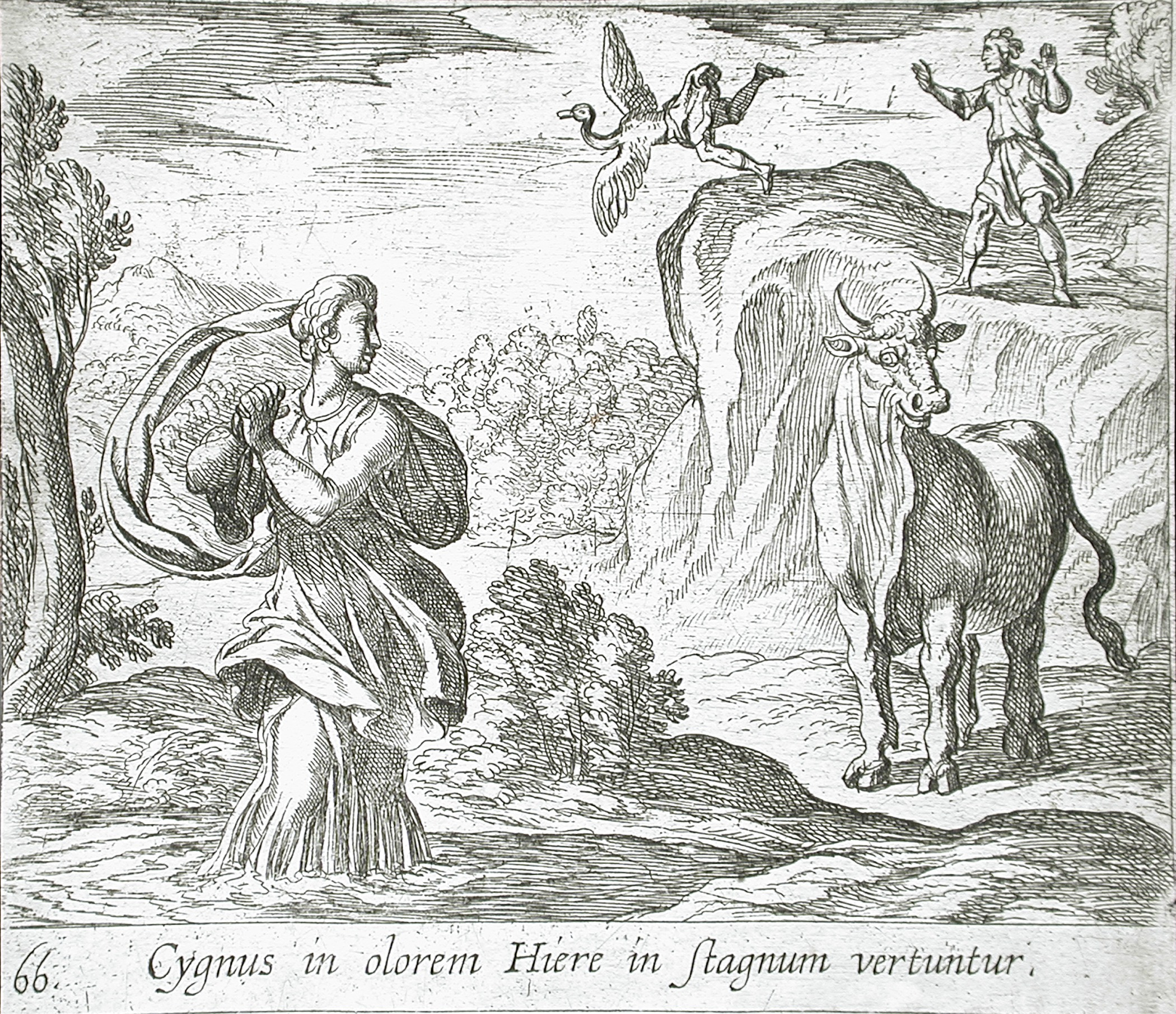
Representació de Cicne i Erie de Wilhelm Janson i Antonio Tempesta (1606)

D'acord amb la mitologia grega, Cicne (en grec antic Κύκνος) va ser un heroi, fill d'Apol·lo i de Tíria, filla d'Amfínom.
Vivia entre Pleuró i Calidó, a Etòlia. Era molt bell, però capriciós i esquerp, tant, que va anar decebent tots els seus amics i enamorats, ja que Cicne per la seva arrogància, no n'acceptava cap. Els enamorats ben aviat el van avorrir i li giraven l'esquena. Només Fili, es va mantenir al seu costat. Però Cicne el tractava despectivament. En aquell temps va aparèixer a Etòlia un lleó enorme que es menjava el bestiar i atacava a la gent. Cicne ordenà a Fili que per demostrar el seu amor, sense cap arma matés el lleó. Fili s'hi va comprometre i ho va aconseguir. Quan el lleó feia la seva aparició va menjar moltíssim i va beure una gran quantitat de vi, i quan la fera se li acostà, Fili va vomitar tot el que havia menjat, i el lleó va aprofitar aquell aliment, quedant emborratxat pel vi. Fili li va tapar la boca amb la roba que duia i el va ofegar. Se'l carregà a l'espatlla i el portà a Cicne, però aquest li va encarregar encara una altra prova. Havien aparegut uns voltors molt grossos que mataven a la gent, i li va manar de portar-los-hi vius. Fili no sabia com fer-ho, però, per designi diví, va veure que una àguila que havia caçat una llebre, la deixava caure, encara viva, al seu davant. Fili va empastifar-se amb la seva sang i es va ajeure a terra. Els voltors, pensant que era mort, se li van llençar al damunt, però Fili n'agafà dos per les potes i els portà a Cicne. Aquest encara li va encarregar una altra prova. Li manà que agafés un toro amb les seves mans i que el portés a l'altar de Zeus. Com que Fili no sabia com sortir-se'n va demanar ajuda a Hèracles, que l'hi envià dos toros, tots dos en zel per la mateixa vaca. Van combatre entre ells i quan els dos eren a terra, Fili en lligà un i el portà fins a l'altar. Però Hèracles li va dir que abandonés el seu servilisme, i Fili es va negar a donar el toro a Cicne. Aquest, en veure's menyspreat, no ho va poder sofrir i es va precipitar a un llac proper, el Conop, i va ofegar-se. La seva mare, Tíria, ho va veure i també es precipità a la mateixa llacuna. Apol·lo, apiadant-se d'ells, els va transformar en cignes. En aquell indret, quan és el temps de llaurar, hi apareixen gran quantitat de cignes. Prop d'allà hi ha la tomba de Fili.